# محمد داغر
محمد داغر (1972 - 5 أبريل 2011) هو مصمم أزياء ومغني مصري.

## حياته ومسيرته
تخرج في المعهد العالي للموسيقى العربية قسم صوتيات ودرس الموسيقى ولكنه اختار أن يعمل في تصميم الأزياء واتخذ الغناء كهواية. شارك في الموسم الأول من برنامج المسابقات ديو المشاهير على أل بي سي وخرج من البرايم الثاني.
وقدم داغر فيديو كمطرب كليب واحد بعنوان «وحشتنى» والذي شاركته فيه الفنانة مى عز الدين 

## مقتله
وجد مقتولا في شقته في حي المهندسين بالقاهرة يوم 5 أبريل 2011  وقد تم اكتشاف قاتله وهو صديقه وقال ان سبب قتله له أنه حاول تقبيله  ولكن نفى تقرير الطب الشرعي تهمة الشذوذ عن محمد داغر وقد تم الحكم على قاتل داغر بالسجن لمدة عشر سنوات